# Уесуґі Норідзане
Уесуґі Норідзане (1410 — 22 березня 1466) — 19-й канто-канрей (головний радник канто-кубо — намісника регіону Канто) у 1419—1439 роках, вчений періоду Муроматі. Забезпечив тривале панування свого роду в Канто.

## Життєпис
Походив з роду Яманоуті, гілки впливового самурайського клану Уесуґі. Син Уесуґі Фусамаси, сюґо провінції Етіґо. Народився близько 1410 року, отримавши ім'я Кудзакумару. У 1418 році змінює ім'я на Норідзане. У 1419 році призначено новим канто-канрей, проте до самої смерті у 1421 року фактично справами займався батько Норідзане. Після смерті Фусамаси, Уесуґі Норідзане призначено сюго провінції Етіго.
Протягом 1420-х років намагався стримувати канто-кубо Асікаґа Мотіудзі в бажанні відокремитися або самому стати сьогуном. При цьому Уесуґі Норідзане встановив гарні стосунки з бакуфу. Тоді ж очолив Канадзава-бунко (бібліотеку Канадзвана) в монастирі Сьомьо в провінції Мусасі. Також призначено сюго провінцій Ава і Кодзуке.
У 1431 і 1432 роках намагався залагодити суперечки між Мотіудзі та новим сьогуном Асікаґа Йосінорі, що вдалося лише на деякий час. У 1432 року заснував школу Асікаґа (розташовувалася умісті Асікаґа), яка стала академією Японії.
У 1436—1437 роках доклав зусиль задля приборкання роду Оґасавара в провінції Сінано, що фактично перестав підкорятися бакуфу. У 1438 році вступив у відкритий конфлікт з канто-кубо Асікаґа Мотіудзі. Водночас Норідзане дізнався, що сюзерен збирається вбити його, і був змушений тікати з резиденції з Камакури до своїх володінь у провінції Кодзуке. У відповідь Мотіудзі організував каральний похід проти Уесуґі Норідзане. Цими подіями скористався сьоґун Асікаґа Йосінарі, який уклав союз із Уесуґі та іншими впливовими родами проти Мотіудзі. На бік Норідзане перейшли родичі з Інукаке-Уесуґі. У 1439 році у вирішальній битві біля Хаконе асікага Мотіудзі зазнав нищівної поразки й незабаром загинув.
Уесуґі Норідзане повернувся до Камакури. З цього часу вплив його посади канто-канрей став вище за титул канто-кубо. До того ж останніх не призначалося до 1449 року. Внаслідок цього став фактичним правителем регіону Канто. У 1440—1441 роках здолав спротив родичів та васалів загиблого Асікаґа Мотіудзі, зокрема було завдано поразки клану Юкі.
у 1444 році передав посаду канто-канрей своєму братові Уесугі Кійотака, але зустрів невдоволення бакуфу. Тому фактично відсторонився від справ, якими займався Кійотака. 1447 року офіційно на цю посаду канто-канрей синові Норідзане — Уесуґі Норітада.
Решту життя Уесуґі Норідзане провів займаючись виключно справами школи Асікага. Тут викладали китайську конфуціанську класику, вчення дзен-буддизму і медицину. Завдяки Норідзане цей навчальний заклад перетворився на найпрестижніший у Японії. Помер Уесуґі Норідзане в 1466 році.